# Liste des routes d'État en Géorgie
Les routes d'État de Géorgie (abréviation: SR) sont entretenues par le Georgia Department of Transportation (GDOT). Les routes numérotées entre 400 et 499 sont majoritairement des routes non-indiquées servant de désignation interne pour les autoroutes inter-états. Certains des corridors du Governor's Road Improvement Program (GRIP) sont numérotés entre 500 et 599.

## Liste des routes d'État
| Numéro       | Longueur (mi) | Longueur (km) | Terminus sud / ouest | Terminus nord / est | Créée    | Notes |
| ------------ | ------------- | ------------- | --- | --- | -------- | --- |
| SR 1         | 356,09        | 573,07        | US 27 / SR 63 à la frontière de la Floride | US 27 / SR 27 à la frontière avec le Tennessee | 1919     | En multiplex complet avec la US 27                                                                                         |
| SR 2         | 165,00        | 265,50        | SR 193 à Flintstone | US 76 à la frontière de la Caroline du Sud | 1919     | |
| SR 3         | 351,00        | 564,88        | US 19 / SR 57 / SR 300 à la frontière de la Floride | US 41 / US 76 / SR 8 à la frontière du Tennessee | 1919     | En multiplex complet avec la US 19 (Floride jusqu'à Atlanta) et avec la US 41 (sud de Griffin jusqu'au Tennessee)          |
| SR 4         | 222,39        | 357,89        | US 1 / US 23 / US 301 / SR 15 à la frontière de la Floride                                                                                                 | US 25 Bus. à la frontière de la Caroline du Sud | 1929     | En multiplex complet avec la US 1                                                                                          |
| SR 5         | 155,32        | 249,96        | SR 48 à la frontière avec l'Alabama | SR 60 / SR 68 à la frontière avec le Tennessee | 1919     | |
| SR 6         | 72,10         | 116,00        | US 278 / SR 74 à la frontière de l'Alabama | I-85 à College Park | 1919     | En multiplex complet avec la US 278                                                                                        |
| SR 7         | 216,00        | 347,60        | US 41 / SR 25 à la frontière de la Floride | US 19 / US 41 / SR 3 / SR 155 près de Griffin | 1919     | En multiplex complet avec la US 41 et la US 341                                                                            |
| SR 8         | 186,00        | 299,00        | US 78 / SR 4 à la frontière de l'Alabama | US 29 à la frontière de la Caroline du Sud | 1919     | En multiplex complet avec la US 78 (Alabama à North Decatur et Bogart à Athens) et la US 29 (Atlanta à la Caroline du Sud) |
| SR 9         | 86,40         | 139,00        | US 19 / US 41 à Atlanta | US 19 / US 129 / SR 11 à Turners Corner | 1919     | |
| SR 10        | 172,30        | 277,30        | I-75 / I-85 / Downtown Connector à Atlanta | US 1 / US 25 / US 78 / US 278 / SR 121 / SC 121 à la frontière de la Caroline du Sud                                                                                                   | 1919     | |
| SR 11        | 376,00        | 605,10        | US 129 / SR 100 à la frontière de la Floride | US 19 / US 129 à la frontière de la Caroline du Nord | 1919     | Plus longue route d'état de Géorgie; majoritairement en multiplex avec la US 129                                           |
| SR 12        | 232,00        | 373,37        | US 278 / SR 10 à Avondale Estates | US 78 / US 278 / SR 10 / SR 17 Byp. près de Thomson | 1919     | En multiplex complet avec la US 278                                                                                        |
| SR 13        | 49,50         | 79,70         | US 19 / SR 9 à Atlanta | SR 369 à Gainesville | 1919     | |
| SR 14        | 87,40         | 140,70        | US 29 / SR 15 à la frontière de l'Alabama | SR 154 à Atlanta | 1919     | |
| SR 15        | 346,00        | 557,00        | US 1 / US 23 / US 301 / SR 15 / SR 4 à la frontière de la Floride                                                                                          | US 23 / US 441 à la frontière de la Caroline du Nord | 1919     | |
| SR 16        | 179,00        | 288,10        | SR 100 près de Mount Zion | US 278 / SR 12 à Warrenton | 1919     | |
| SR 17        | 300,00        | 482,80        | SR 21 / SR 30 à Port Wentworth | SR 515 / NC 69 à la frontière de la Caroline du Nord | 1919     | |
| SR 18        | 147,00        | 236,60        | US 29 / SR 14 à West Point | US 80 / SR 19 / SR 96 à Jeffersonville | 1919     | |
| SR 19        | 152,00        | 244,60        | US 1 / US 23 / SR 4 près d'Alma | US 41 / SR 18 à Forsyth | 1919     | |
| SR 20        | 165,35        | 266,11        | SR 9 à la frontière de l'Alabama | Lower Woolsey Road près de Hampton | 1929     | |
| SR 21        | 84,40         | 135,80        | SR 204 à Savannah | US 25 / SR 121 près de Millen | 1919     | |
| SR 22        | 221,10        | 355,80        | US 80 / SR 8 / SR 540 à la frontière de l'Alabama | SR 72 à Comer | 1919     | |
| SR 23        | 240,00        | 386,20        | SR 121 / SR 121 à la frontière de la Floride | SR 56 près d'Augusta | 1919     | |
| SR 24        | 221,80        | 357,00        | US 80 / SR 26 à Statesboro | US 129 / US 441 / SR 15 / SR 24 Bus. près de Watkinsville | 1919     | |
| SR 25        | 190,00        | 310,00        | US 17 / SR 5 à la frontière de la Floride | SC 170 à la frontière de la Caroline du Sud | 1919     | En multiplex complet avec la US 17                                                                                         |
| SR 26        | 271,10        | 436,30        | US 27 / US 280 / SR 1 / SR 520 à Cusseta | US 80 à Tybee Island | 1919     | |
| SR 27        | 264,00        | 424,90        | US 82 / SR 39 / SR 50 à Georgetown | US 17 / US 341 / SR 25 à Brunswick | 1919     | |
| SR 28        | 25,70         | 41,40         | SC 28 à la frontière de la Caroline du Sud SC 28 à la frontière de la Caroline du Sud                                                                      | NC 28 à la frontière de la Caroline du Nord SC 28 à la frontière de la Caroline du Sud                                                                                                 | 1937     | |
| SR 29        | 98,10         | 157,90        | US 1 / SR 4 / SR 15 à South Thompson | US 441 / SR 24 / SR 29 Bus. à Milledgeville | 1919     | |
| SR 30        | 229,80        | 369,80        | SR 41 près de Buena Vista | SR 25 à Port Wentworth | 1919     | |
| SR 31        | 166,90        | 268,60        | SR 145 à la frontière de la Floride | US 319 / SR 15 / SR 57 / SR 78 à Wrightsville | 1919     | |
| SR 32        | 188,80        | 303,80        | SR 45 / SR 520 à Dawson | US 25 / US 341 / SR 27 / SR 99 à Sterling | 1919     | |
| SR 33        | 81,00         | 130,40        | US 84 / SR 38 à Boston | US 41 / SR 7 près de Wenona | 1919     | |
| SR 34        | 43,60         | 70,20         | SR 22 à la frontière de l'Alabama | SR 54 près de Peachtree City | 1930     | |
| SR 35        | 85,94         | 138,31        | US 319 / SR 61 à la frontière de la Floride | US 129 / US 319 / SR 11 / SR 32 / SR 90 à Ocilla | 1919     | En multiplex complet avec la US 319                                                                                        |
| SR 36        | 95,20         | 153,20        | SR 208 près de Waverly Hall | US 278 / SR 12 / SR 142 à Covington | 1941     | |
| SR 37        | 153,60        | 247,20        | SR 10 à la frontière de l'Alabama | US 84 / SR 38 près de Homerville | 1919     | |
| SR 38        | 258,00        | 415,20        | US 84 / SR 12 à la frontière de l'Alabama | I-95 / US 84 / SR 405 à Midway | 1919     | En multiplex complet avec la US 84                                                                                         |
| SR 39        | 118,00        | 190,00        | Rampe de mise à l'eat au Lac Seminole | US 27 / SR 1 près de Louvale | 1919     | |
| SR 40        | 30,46         | 49,02         | US 1 / US 23 / US 301 / SR 4 / SR 15 à Folkston | Church Street / Osborne Street à Saint Marys | 1919     | |
| SR 41        | 134,50        | 216,50        | SR 45 près de Morgan | US 27 Alt. / US 29 / SR 14 à Moreland | 1919     | |
| SR 42        | 115,30        | 185,60        | SR 49 à Byron | SR 13 à Atlanta | 1919     | |
| SR 43        | 25,70         | 41,40         | US 78 / SR 10 / SR 17 près de Thomson | US 378 à la frontière de la Caroline du Sud | 1941     | |
| SR 44        | 94,20         | 151,60        | US 129 / SR 18 / SR 22 à Gray | SR 79 près de Lincolnton | 1921     | |
| SR 45        | 88,10         | 141,80        | US 84 / SR 38 à Iron City | US 280 / SR 27 à Plains | 1930     | |
| SR 46        | 96,50         | 155,30        | US 341 / SR 27 près d'Eastman | SR 67 près de Denmark | 1921     | |
| SR 47        | 83,90         | 135,00        | US 278 / SR 12 à Crawfordville | US 1 / US 221 / SR 4 à Wrens | 1919     | |
| SR 48        | 12,60         | 20,30         | SR 117 à la frontière de l'Alabama | US 27 / SR 1 à Summerville | 1921     | |
| SR 49        | 122,80        | 197,60        | SR 45 près de Dawson | SR 22 / SR 24 / SR 112 à Milledgeville | 1919     | |
| SR 50        | 46,00         | 74,00         | US 82 / SR 6 à la frontière de l'Alabama | US 82 / SR 45 / SR 520 à Dawson | 1921     | En multiplex complet avec la US 82                                                                                         |
| SR 51        | 62,30         | 100,30        | SR 52 à Lula | Hatton Ford Road / Reed Creek Highway à Reed Creek | 1921     | |
| SR 52        | 124,70        | 200,69        | I-75 / SR 401 à Dalton | SR 98 à Maysville | 1941     | |
| SR 53        | 172,15        | 277,05        | US 411 / SR 25 à la frontière de l'Alabama | US 129 Bus. / US 441 Bus. / SR 15 / SR 24 Bus. | 1921     | |
| SR 54        | 70,50         | 113,50        | US 27 / SR 1 près de Hogansville | I-75 / I-85 / SR 401 / SR 403 (Downtown Connector) à Atlanta | —        | |
| SR 55        | 21,00         | 33,80         | SR 37 / SR 62 à Leary | US 82 / SR 520 à Dawson | —        | |
| SR 56        | 140,30        | 225,80        | US 280 / SR 30 à Reidsville | US 25 / SR 121 à Augusta | —        | |
| SR 57        | 178,50        | 287,30        | US 80 / SR 19 / SR 540 à Macon | I-95 / SR 99 / SR 405 près d'Eulonia | —        | |
| SR 58        | 22,80         | 36,70         | US 11 / SR 7 à la frontière de l'Alabama | US 11 / SR 38 à la frontière du Tennessee | 1921     | En multiplex complet avec la US 11                                                                                         |
| SR 59        | 30,20         | 48,60         | US 441/ SR 15 à Commerce | SR 77 près de Gumlog | —        | |
| SR 60        | 90,10         | 145,00        | SR 124 près de Braselton | SR 5 / SR 68 à la frontière du Tennessee | 1940     | |
| SR 61        | 107,10        | 172,40        | SR 166 près de Carrollton | US 411 / SR 33 à la frontière du Tennessee | 1926     | |
| SR 62        | 62,10         | 99,90         | SR 52 à la frontière de l'Alabama | SR 234 à Albany | —        | |
| SR 63        | 23,10         | 37,20         | SR 59 près de Commerce | US 123 / SR 106 / SR 184 / SR 365 à Toccoa | —        | |
| SR 64        | 45,90         | 73,90         | US 129 / SR 11 / SR 37 à Ray City | SR 158 à Wilsonville | 1926     | |
| SR 65        | 17,00         | 27,40         | SR 311 près de Hopeful | SR 93 à Pelham | —        | |
| SR 66        | 4,80          | 7,70          | US 76 / SR 2 / SR 515 à Young Harris | Young Harris Road à la frontière de la Caroline du Nord | —        | |
| SR 67        | 59,20         | 95,30         | Coin nord de Fort Stewart près de Pembroke | SR 21 près de Millen | —        | |
| SR 68        | 18,70         | 30,10         | SR 57 près d'Oconee | SR 24 / SR 24 Spur près de Sandersville | —        | |
| SR 70        | 42,60         | 68,60         | US 29 / SR 14 à Newnan | US 78 / US 278 / SR 8 à Atlanta | 1968     | |
| SR 71        | 13,60         | 21,90         | US 41 / US 76 / SR 3 à Dalton | SR 60 à la frontière du Tennessee | —        | |
| SR 72        | 46,70         | 75,20         | US 29 / SR 8 à Athens | SC 72 à la frontière de la Caroline du Sud | —        | |
| SR 73        | 78,10         | 125,70        | US 301 / SR 23 / SR 57 / SR 144 à Glennville | US 301 à la frontière de la Caroline du Sud | 1931     | |
| SR 74        | 108,00        | 173,80        | I-75 / SR 401 à Macon | US 29 / SR 14 à Fairburn | —        | |
| SR 75        | 33,40         | 53,80         | US 129 / SR 11 / SR 75 Alt. à Cleveland | NC 175 à la frontière de la Caroline du Nord | —        | |
| SR 76        | 62,20         | 100,10        | US 221 / SR 55 à la frontière de la Floride | SR 135 près de Nashville | —        | |
| SR 77        | 103,00        | 165,80        | SR 16 près de Sparta | I-85 / SR 403 près de Lavonia | —        | |
| SR 78        | 59,60         | 95,90         | SR 46 à Soperton | SR 17 près de Midville | —        | |
| SR 79        | 26,70         | 43,00         | US 378 / SR 43 à Lincolnton | SR 72 près d'Elberton | —        | |
| SR 80        | 84,00         | 135,20        | US 78 / SR 10 / SR 17 près de Washington | SR 56 Spur près de Shell Bluff | —        | |
| SR 81        | 68,50         | 110,20        | US 19 / US 41 / SR 3 près de Lovejoy | US 29 Bus. / SR 8 / SR 11 / SR 53 à Winder | —        | |
| SR 82        | 36,20         | 58,30         | SR 11 / SR 53 / SR 211 à Winder | SR 323 près de Gainesville | 1930     | |
| SR 83        | 86,50         | 139,20        | US 341 / SR 7 près de Culloden | US 78 / SR 10 près de Monroe | —        | |
| SR 84        | 3,60          | 5,80          | US 78 / SR 10 à Snellville | SR 20 à Grayson | —        | |
| SR 85        | 96,50         | 155,30        | US 27 / SR 1 à Columbus | I-75 / SR 401 à Forest Park | 1930     | |
| SR 86        | 51,50         | 82,90         | SR 29 près d'East Dublin | US 280 / SR 30 près de Lyons | —        | |
| SR 87        | 107,00        | 172,00        | US 280 / SR 30 près de Rhine | US 23 / SR 42 près de Flovilla | —        | |
| SR 88        | 53,20         | 85,60         | SR 24 / SR 540 près de Sandersville | US 25 / SR 121 à Hephzibah | —        | |
| SR 89        | 56,90         | 91,60         | US 441 / SR 47 à la frontière avec la Floride | US 221 / US 441 / SR 31 / SR 64 près de Pearson | —        | En multiplex complet avec la US 441                                                                                        |
| SR 90        | 155,00        | 249,40        | US 82 / SR 520 à Willacoochee | US 80 / SR 22 / SR 41 / SR 208 à Talbotton | —        | |
| SR 91        | 85,80         | 138,10        | SR 2 à la frontière avec la Floride | SR 32 près d'Albany | 1930     | |
| SR 92        | 97,81         | 157,41        | US 19 / US 41 / SR 3 à Griffin | SR 9 / SR 120 / SR 140 à Roswell | 1932     | |
| SR 93        | 60,90         | 98,00         | US 319 / SR 35 à Moncrief | US 19 / SR 3 / SR 300 à Baconton | —        | |
| SR 94        | 67,70         | 109,00        | US 41 Bus. / SR 7 Bus. à Valdosta SR 2 à la frontière avec la Floride                                                                                      | SR 2 à la frontière avec la Floride CR 2 à la frontière avec la Floride | —        | |
| SR 95        | 7,80          | 12,60         | SR 151 près de LaFayette | US 27 / SR 1 à Rock Spring | —        | |
| SR 96        | 94,90         | 152,70        | US 80 / SR 22 / SR 41 / SR 540 à Geneva | US 441 / SR 29 près d'Irwinton | —        | |
| SR 97        | 57,20         | 92,10         | CR 269A à la frontière avec la Floride | SR 37 à Camilla | —        | |
| SR 98        | 36,60         | 58,90         | SR 72 à Comer | SR 164 à Homer | 1932     | |
| SR 99        | 38,90         | 62,60         | US 82 près de Sterling | I-95 / SR 57 / SR 405 à Eulonia | 1932     | |
| SR 100       | 136,50        | 219,70        | US 27 Alt. / SR 18 / SR 41 / SR 109 à Greenville | US 27 / SR 1 / SR 114 à Summerville | —        | |
| SR 101       | 43,50         | 70,00         | I-20 / SR 61 à Villa Rica | US 27 / SR 1 / SR 20 à Rome | —        | |
| SR 102       | 32,00         | 51,50         | SR 15 à Warthen | SR 17 / SR 80 à Wrens | —        | |
| SR 103       | 13,90         | 22,40         | SR 116 / SR 219 près de Whitesville | SR 18 à West Point | 1932     | |
| SR 104       | 22,30         | 35,90         | US 221 / SR 47 / SR 150 à Pollards Corner | US 25 Bus. / SR 4 à Augusta | 1932     | |
| SR 105       | 23,10         | 37,20         | SR 184 près de Baldwin | SR 17 près de Clarkesville | —        | |
| SR 106       | 45,20         | 72,70         | US 29 / SR 8 près d'Athens | US 123 / SR 63 / SR 184 / SR 365 à Toccoa | —        | |
| SR 107       | 61,80         | 99,50         | I-75 / SR 112 / SR 401 à Ashburn | US 221 / SR 135 près de Denton | —        | |
| SR 108       | 22,24         | 35,79         | SR 20 à Sutallee | SR 53 à Tate | 1933     | |
| SR 109       | 71,00         | 114,30        | CR 20 à la frontière avec l'Alabama | SR 18 près de Barnesville | —        | |
| SR 110       | 46,20         | 74,40         | SR 40 près de Folkston | SR 32 près de Hortense | —        | |
| SR 111       | 54,80         | 88,20         | Dorsey Calvary Road à la frontière de la Floride | US 319 Bus. / SR 33 à Moultrie | —        | |
| SR 112       | 189,80        | 305,50        | US 84 / SR 38 à Cairo | SR 540 près de Milledgeville | —        | |
| SR 113       | 58,10         | 93,50         | US 27 / SR 1 à Carrollton | I-75 / SR 401 à Cartersville | —        | |
| SR 114       | 12,70         | 20,40         | SR 68 à la frontière avec l'Alabama | US 27 / SR 1 / SR 100 à Summerville | —        | |
| SR 115       | 32,30         | 52,00         | US 19 / SR 60 / SR 400 près de Dahlonega | SR 17 / SR 197 / SR 385 à Clarkesville | —        | |
| SR 116       | 30,70         | 49,40         | SR 103 / SR 219 près de Hamilton | SR 41 près de Woodland | —        | |
| SR 117       | 89,40         | 143,90        | US 23 / US 341 / SR 27 à Lumber City | US 441 / SR 29 près de Dublin | —        | |
| SR 118       | 27,00         | 43,50         | SR 32 à Dawson | US 280 / SR 30 / SR 195 à Leslie | —        | |
| SR 119       | 81,20         | 130,70        | US 17 / SR 25 à Riceboro | SC 119 à la frontière de la Caroline du Sud | —        | |
| SR 120       | 90,70         | 146,00        | SR 100 à Tallapoosa | US 29 / SR 8 à Lawrenceville | —        | |
| SR 121       | 238,60        | 384,00        | SR 23 à la frontière avec la Floride | US 1 / US 25 / US 78 / US 278 / SC 121 à la frontière de la Caroline du Sud | —        | |
| SR 122       | 98,20         | 158,00        | US 19 / US 84 / SR 3 / SR 38 / SR 300 à Thomasville | US 1 / US 23 / US 82 / SR 4 / SR 520 près de Waycross | —        | |
| SR 123       | 7,60          | 12,20         | SR 102 à Mitchell | SR 16 près de Jewell | —        | |
| SR 124       | 51,20         | 82,40         | I-20 / US 278 / SR 12 / SR 402 à Lithonia | SR 11 à Jefferson | —        | |
| SR 125       | 72,60         | 116,80        | US 41 / SR 7 à Valdosta | SR 107 à Fitzgerald | —        | |
| SR 126       | 54,90         | 88,40         | SR 26 à Cochran | SR 19 près de Lumber City | —        | |
| SR 127       | 65,60         | 105,60        | SR 41 près de Buena Vista | US 129 / SR 247 à Kathleen | —        | |
| SR 128       | 35,10         | 56,50         | SR 26 / SR 49 / SR 49 Truck près d'Oglethorpe | US 341 / SR 7 à Roberta | —        | |
| SR 129       | 20,00         | 32,20         | Old Hwy. 250 / John Todd Road près de Claxton | SR 46 à Metter | —        | |
| SR 130       | 12,20         | 19,60         | SR 135 à Petross | US 1 / SR 4 à Lyons | —        | |
| SR 132       | 18,60         | 29,90         | SR 117 près de Rhine | US 319 / US 441 / SR 31 à McRae | —        | |
| SR 133       | 82,80         | 133,30        | US 84 / US 221 / SR 38 / SR 94 à Valdosta | US 19 / SR 3 près d'Albany | —        | |
| SR 135       | 130,00        | 210,00        | CR 141 à la frontière de la Floride | US 280 / SR 15 / SR 29 / SR 30 à Higgston | —        | |
| SR 136       | 136,38        | 219,48        | SR 71 à la frontière de l'Alabama | SR 60 près de Murrayville | 1937     | |
| SR 137       | 55,50         | 89,30         | Wells Street à Cusseta | SR 128 près de Roberta | —        | |
| SR 138       | 59,20         | 95,30         | SR 92 à Fairburn | SR 11 à Monroe | —        | |
| SR 139       | 29,80         | 48,00         | SR 85 à Riverdale | US 78 / US 278 / SR 8 à Mableton | —        | |
| SR 140       | 78,60         | 126,50        | US 27 / SR 1 près d'Armuchee | I-85 / SR 403 près de Norcross | —        | |
| SR 141       | 34,10         | 54,90         | US 19 / SR 9 à Atlanta | SR 20 près de Cumming | —        | |
| SR 142       | 36,20         | 58,30         | SR 81 près de Covington | SR 16 à Willard | —        | |
| SR 144       | 83,70         | 134,70        | US 1 / SR 4 / SR 15 à Baxley | Fancy Hall Drive / Brown Road à Fancy Hall | —        | |
| SR 145       | 24,30         | 39,10         | US 29 / SR 8 à Franklin Springs | SR 63 / SR 106 près de Toccoa | —        | |
| SR 146       | 5,10          | 8,20          | US 27 / SR 1 à Fort Oglethorpe | US 41 / US 76 / SR 3 près d'Indian Springs | —        | |
| SR 147       | 19,20         | 30,90         | US 1 / SR 4 / SR 15 près d'Uvalda | US 280 / SR 30 à Reidsville | —        | |
| SR 149       | 23,70         | 38,10         | SR 117 près de Lumber City | US 280 / SR 30 près d'Alamo | —        | |
| SR 150       | 25,30         | 40,70         | SR 17 à Thomson | US 221 à la frontière de la Caroline du Sud | —        | |
| SR 151       | 31,50         | 50,70         | US 27 / SR 1 près de LaFayette | SR 321 à la frontière du Tennessee à East Brainerd | —        | |
| SR 152       | 13,20         | 21,20         | SR 292 à Lyons | SR 23 / SR 57 / SR 121 à Cobbtown | —        | |
| SR 153       | 19,10         | 30,70         | SR 41 à Preston | SR 26 à Ellaville | —        | |
| SR 154       | 56,20         | 90,40         | SR 54 à Sharpsburg | SR 10 près d'Avondale Estates | —        | |
| SR 155       | 57,20         | 92,10         | US 19 / US 41 / SR 3 / SR 7 près de Griffin | US 23 / SR 13 à Brookhaven | —        | |
| SR 156       | 34,30         | 55,20         | US 27 / SR 1 près de Rome | US 411 / SR 61 près de Ranger | —        | |
| SR 157       | 39,10         | 62,90         | SR 48 à Cloudland | SR 58 à la frontière du Tennessee à Lookout Mountain | —        | |
| SR 158       | 50,50         | 81,30         | US 129 / SR 11 près d'Alapaha | US 82 / SR 520 près de Waycross | —        | |
| SR 159       | 18,90         | 30,40         | US 280 / SR 30 à Pitts | US 41 / SR 7 à Ashburn | —        | |
| SR 162       | 18,30         | 29,50         | SR 36 près de Porterdale | I-20 / US 278 / SR 12 / SR 402 à Conyers | —        | |
| SR 164       | 6,90          | 11,10         | SR 51 à Homer | SR 59 près de Homer | —        | |
| SR 165       | 37,50         | 60,40         | SR 132 près de Rhine | SR 46 près d'Eastman | —        | |
| SR 166       | 63,40         | 102,00        | SR 46 à la frontière de l'Alabama | Lakewood Avenue à Atlanta | 1940     | |
| SR 168       | 28,30         | 45,50         | US 129 / SR 11 / SR 125 à Nashville | SR 37 près de Homerville | —        | |
| SR 169       | 55,40         | 89,20         | US 341 / SR 27 à Jesup | US 25 / US 301 / SR 73 près de Claxton | —        | |
| SR 171       | 76,90         | 123,80        | US 221 / SR 56 près de Soperton | US 278 Byp. / SR 12 Byp. à Warrenton | —        | |
| SR 172       | 28,10         | 45,20         | SR 72 près de Colbert | US 29 / SR 8 / SR 77 à Hartwell | —        | |
| SR 173       | 4,95          | 7,97          | SR 41 à Manchester | SR 85 Alt. près de Warm Springs | —        | |
| SR 174       | 12,60         | 20,30         | SR 106 près d'Ila | SR 51 près de Franklin Springs | —        | |
| SR 177       | 29,50         | 47,50         | US 441 / SR 89 / SR 94 près de Fargo Entrée nord du Parc Okefenokee Swamp près de Waycross                                                                 | Cul-de-sac dans le Parc d'état Stephen C. Foster près de Fargo US 82 / SR 520 dans le Parc d'état Laura S. Walker près de Waycross                                                     | —        | |
| SR 178       | 29,40         | 47,30         | US 1 / SR 4 à Lyons | SR 121 / SR 144 / SR 169 près de Glennville | —        | |
| SR 180       | 26,00         | 41,80         | SR 60 à Suches | SR 17 / SR 75 près de Helen | —        | |
| SR 181       | 2,95          | 4,75          | US 29 / SR 8 près de Hartwell | SC 181 à la frontière de la Caroline du Sud | —        | |
| SR 182       | 8,70          | 14,00         | US 129 / SR 11 près de Fitzgerald | US 319 / SR 107 près de Fitzgerald | —        | |
| SR 183       | 10,41         | 16,75         | SR 53 près de Dawsonville | SR 52 près de Dawsonville | 1937     | |
| SR 184       | 19,40         | 31,20         | SR 63 près de Toccoa | Cleveland Pike Road à la frontière de la Caroline du Sud | —        | |
| SR 185       | 12,90         | 20,76         | SR 23 / SR 121 près de Saint George | SR 94 à Moniac | —        | |
| SR 186       | 11,20         | 18,00         | SR 83 à Good Hope | US 129 / US 441 / SR 24 près de Bishop | —        | |
| SR 187       | 27,00         | 43,50         | US 129 / SR 11 près de Fruitland | US 441 / SR 89 à Homerville | —        | |
| SR 188       | 35,20         | 56,60         | SR 93 à Cairo | SR 33 près de Pavo | —        | |
| SR 189       | 15,70         | 25,30         | SR 136 près de Trenton | SR 148à la frontière du Tennessee | —        | |
| SR 190       | 16,70         | 26,90         | US 27 / SR 1 près de Pine Mountain | SR 41 / SR 85 à Manchester | —        | |
| SR 191       | 6,63          | 10,67         | SR 98 près de Danielsville | US 29 / SR 8 près de Danielsville | —        | |
| SR 192       | 30,30         | 48,80         | US 1 / SR 4 près d'Oak Park | SR 56 à Summertown | —        | |
| SR 193       | 27,20         | 43,80         | US 27 / SR 1 / SR 136 à LaFayette | SR 17 à la frontière du Tennessee à Chattanooga, TN | —        | |
| SR 194       | 5,33          | 8,58          | SR 18 à Durand | US 27 Alt. / SR 41 près de Warm Springs | —        | |
| SR 195       | 38,30         | 61,60         | SR 32 à Leesburg | SR 49 près d'Andersonville | —        | |
| SR 196       | 39,20         | 63,10         | US 25 / US 301 / SR 23 / SR 57 près de Glennville | US 17 / SR 25 près de Richmond Hill | —        | |
| SR 197       | 29,00         | 46,70         | US 23 / US 441 / SR 15 / SR 365 près de Demorest | US 76 / SR 2 près de Clayton | —        | |
| SR 198       | 14,30         | 23,00         | US 441 / SR 15 près de Baldwin | SR 59 près de Carnesville | —        | |
| SR 199       | 26,90         | 43,30         | US 221 / SR 56 près de Mount Vernon | SR 29 à East Dublin | —        | |
| SR 200       | 38,50         | 62,00         | SR 62 à Blakely | SR 91 à Newton | —        | |
| SR 201       | 20,90         | 33,60         | SR 136 à Villanow | SR 2 à Varnell | 1941     | |
| SR 202       | 15,60         | 25,10         | US 19 / SR 3 / SR 300 près de Thomasville | SR 111 près de Moultrie | —        | |
| SR 203       | 46,60         | 75,00         | SR 15 / SR 121 à Blackshear | US 84 / SR 38 près de Jesup | 1986     | |
| SR 204       | 32,40         | 52,10         | US 280 / SR 30 près de Pembroke | SR 21 à Savannah | —        | |
| SR 206       | 27,80         | 44,70         | US 221 / US 441 / SR 31 / SR 135 à Douglas | US 319 / SR 107 près de Fitzgerald | —        | |
| SR 208       | 43,20         | 69,50         | US 27 / SR 1 près de Hamilton | SR 137 près de Butler | —        | |
| SR 211       | 33,10         | 53,30         | US 29 / SR 8 / SR 316 à Statham | SR 60 / SR 332 près de Gainesville | —        | |
| SR 212       | 72,30         | 116,40        | SR 155 près de Snapfinger | SR 22 à Milledgeville | —        | |
| SR 215       | 38,60         | 62,10         | SR 27 à Vienna | SR 90 près de Fitzgerald | —        | |
| SR 216       | 40,40         | 65,00         | SR 37 près de Newton | US 27 / SR 1 près de Cuthbert | —        | |
| SR 219       | 58,90         | 94,80         | US 27 / SR 1 à Columbus | SR 34 près de Franklin | —        | |
| SR 220       | 18,80         | 30,30         | US 378 / SR 47 près de Lincolnton | US 378 / SR 43 près de Lincolnton | —        | |
| SR 223       | 20,90         | 33,60         | SR 17 à Thomson | US 78 / US 278 / SR 10 à Augusta | 1943     | |
| SR 224       | 29,30         | 47,20         | SR 26 près de Montezuma | US 341 / SR 11 près de Perry | —        | |
| SR 225       | 36,10         | 58,10         | US 41 / SR 3 à Calhoun | SR 74 à la frontière du Tennessee | 1943     | |
| SR 227       | 2,20          | 3,50          | US 221 / SR 56 près de Soperton | SR 46 près de Soperton | —        | |
| SR 228       | 10,20         | 16,40         | US 19 / SR 3 près d'Ellaville | SR 49 à Andersonville | 1943     | |
| SR 230       | 59,20         | 95,30         | SR 27 près de Vienna | SR 87 près d'Abbeville | 1943     | |
| SR 231       | 20,60         | 33,20         | SR 15 près de Harrison | SR 88 près de Davisboro | 1940     | |
| SR 232       | 14,30         | 23,00         | US 221 / SR 47 près d'Appling | I-20 / I-520 à Augusta | 1939     | |
| SR 233       | 19,40         | 31,20         | SR 90 près de Rebecca | US 129 / SR 11 près de Pineview | 1943     | |
| SR 234       | 28,30         | 45,50         | SR 45 près de Morgan | US 19 / SR 3 / SR 133 / SR 300 à Albany | 1946     | |
| SR 236       | 15,01         | 24,16         | SR 237 à Atlanta | US 78 / SR 10 dans le Parc de Stone Mountain près de Stone Mountain | —        | |
| SR 237       | 3,20          | 5,10          | Piedmont Road NE à Atlanta | US 19 / SR 9 à Atlanta | 1946     | |
| SR 199       | 37,60         | 60,50         | SR 26 à Fountainville | SR 96 à Geneva | 1946     | |
| SR 241       | 5,60          | 9,00          | CR 65 à la frontière de la Floride | US 27 Bus. / SR 1 Bus. à Attapulgus | 1946     | |
| SR 242       | 25,00         | 40,20         | SR 24 à Sandersville | US 221 / US 319 / SR 78 / SR 171 près de Bartow | 1946     | |
| SR 246       | 3,12          | 5,02          | US 23 / US 441 / SR 15 à Dillard NC 106 à la frontière de la Caroline du Nord près de Dillard NC 106 à la frontière de la Caroline du Nord près de Dillard | NC 106 à la frontière de la Caroline du Nord près de Dillard NC 106 à la frontière de la Caroline du Nord près de Dillard NC 106 à la frontière de la Caroline du Nord près de Dillard | —        | La SR 246 et la NC 106 traversent la frontière entre la Géorgie et la Caroline du Nord cinq fois.                          |
| SR 247       | 43,20         | 69,50         | US 129 / US 341 / SR 11 près de Hawkinsville | I-75 / SR 401 à Macon | —        | |
| SR 251       | 13,50         | 21,70         | I-95 Bus. / US 17 / SR 25 près de Darien | SR 57 à Townsend | —        | |
| SR 252       | 24,30         | 39,10         | US 1 / US 23 / US 301 / SR 4 / SR 15 à Folkston | US 17 / SR 25 / SR 110 à White Oak | —        | |
| SR 253       | 43,30         | 69,70         | Trails End Resort sur le Lac Seminole près de Brinson | SR 91 près de Newton | —        | |
| SR 254       | 10,80         | 17,40         | SR 284 à Clermont | SR 115 près de Leaf | 1949     | |
| SR 255       | 19,70         | 31,70         | SR 115 près de Cleveland | SR 197 à Batesville | 1949     | |
| SR 256       | 21,00         | 33,80         | US 319 / SR 35 à Norman Park | SR 33 à Sylvester | 1949     | |
| SR 257       | 69,20         | 111,40        | I-75 / SR 401 à Cordele | US 319 / US 441 / SR 31 à Dublin | —        | |
| SR 260       | 1,20          | 1,90          | US 23 / SR 42 à Atlanta | I-20 / SR 402 à Atlanta | 1949     | |
| SR 262       | 44,40         | 71,50         | US 27 / SR 1 près d'Attapulgus | SR 93 près de Pelham | 1949     | |
| SR 264       | 2,70          | 4,30          | US 78 / SR 10 près de Snellville | SR 124 près de Centerville | 1949     | |
| SR 266       | 18,20         | 29,30         | SR 39 près de Fort Gaines | US 82 / SR 50 près de Cuthbert | 1950     | |
| SR 268       | 22,90         | 36,90         | SR 32 près d'Ambrose | SR 107 à Snipesville | 1950     | |
| SR 270       | 12,70         | 20,40         | SR 93 à Sale City | SR 33 près de Doerun | 1950     | |
| SR 271       | 7,60          | 12,20         | US 19 / SR 3 près d'Ellaville | SR 228 à Andersonville | 1950     | |
| SR 272       | 15,40         | 24,80         | SR 68 près de Wrightsville | SR 24 près de Milledgeville | 1950     | |
| SR 273       | 17,20         | 27,70         | SR 273 Spur / SR 370 près de Cedar Springs | SR 91 près de Colquitt | 1950     | |
| SR 274       | 1,20          | 1,90          | US 78 / SR 8 à Temple | US 78 / SR 8 à Temple | —        | |
| SR 275       | 5,50          | 8,90          | SR 21 près de Springfield | Cul-de-sac à Ebenezer | —        | |
| SR 278       | 10,90         | 17,50         | SR 26 près de Cochran | US 80 / SR 19 à Montrose | 1950     | |
| SR 279       | 9,50          | 15,30         | SR 85 près de Fayetteville | US 29 / SR 14 à College Park | —        | |
| SR 280       | 18,30         | 29,50         | SR 139 à Atlanta | I-75 / SR 401 à Marietta | —        | |
| SR 281       | 11,90         | 19,20         | US 29 / SR 8 près de Danielsville | SR 17 Bus. à Royston | —        | |
| SR 282       | 19,90         | 32,00         | US 76 / US 411 / SR 61 à Ramhurst | US 76 / SR 2 / SR 5 / SR 515 à East Ellijay | 1957     | En multiplex complet avec la US 76                                                                                         |
| SR 283       | 15,70         | 25,30         | SR 60 près de Gainesville | SR 52 près de Clermont | —        | |
| SR 284       | 17,00         | 27,40         | SR 11 Bus. à Gainesville | SR 115 près de Clermont | —        | |
| SR 285       | 13,90         | 22,40         | SR 91 près de Donalsonville | US 84 / SR 38 à Brinson | —        | |
| SR 286       | 10,00         | 16,10         | US 76 / SR 52 près de Dalton | US 411 / SR 2 / SR 61 à Eton | —        | |
| SR 288       | 5,80          | 9,30          | US 76 / SR 2 / SR 17 près de Hiawassee | US 76 / SR 2 / SR 17 / SR 75 près de Hiawassee | —        | |
| SR 292       | 30,90         | 49,70         | SR 15 / SR 29 à Higgston | US 280 / SR 30 près de Bellville | —        | |
| SR 293       | 29,70         | 47,80         | US 41 / SR 3 à Emerson | US 27 / SR 1 / SR 20 à Rome | 1952     | |
| SR 295       | 7,40          | 11,90         | I-75 / I-85 / SR 401 / SR 403 / Downtown Connector à Atlanta                                                                                               | I-75 / I-85 / SR 401 / SR 403 / Downtown Connector à Atlanta | —        | |
| SR 296       | 16,40         | 26,40         | US 1 / US 221 / SR 4 / SR 17 près de Louisville | SR 17 près de Wrens | 1953     | |
| SR 297       | 23,80         | 38,30         | SR 130 / SR 292 à Vidalia | US 1 / SR 4 / SR 57 près de Swainsboro | —        | |
| SR 298       | 6,60          | 10,60         | SR 46 près de Soperton | SR 297 près de Vidalia | —        | |
| SR 299       | 3,50          | 5,60          | SR 134 à la frontière du Tennessee | US 11 / SR 58 près de Wildwood | —        | |
| SR 300       | 107,00        | 172,20        | US 19 / SR 57 / SR 3 à la frontière de la Floride | I-75 à Cordele | 1983     | |
| SR 301       | 10,30         | 16,60         | SR 75 à la frontière de l'Alabama | CR 90 à la frontière de l'Alabama | —        | |
| SR 302       | 4,60          | 7,40          | SR 267 à la frontière de la Floride | SR 97 près de Faceville | —        | |
| SR 303       | 9,10          | 14,60         | US 17 / US 82 / SR 25 / SR 520 près de Brunswick | US 17 / SR 25 à Country Club Estates | —        | |
| SR 305       | 29,20         | 47,00         | SR 56 à Midville | SR 88 près de Keysville | —        | |
| SR 306       | 12,90         | 20,76         | SR 20 à Cumming | SR 53 près de Chestatee | 1957     | |
| SR 307       | 8,50          | 13,70         | US 17 / SR 25 à Garden City | SR 25 à Garden City | —        | |
| SR 308       | 11,40         | 18,30         | US 19 / SR 3 près de Smithville | SR 45 à Plains | —        | |
| SR 309       | 26,80         | 43,10         | CR 159 à la frontière de la Floride | SR 262 près de Climax | —        | |
| SR 310       | 21,70         | 34,90         | SR 253 près de Reynoldsville | US 27 / SR 1 / SR 45 Conn. à Colquitt | —        | |
| SR 311       | 23,90         | 38,50         | SR 97 / SR 309 à Bainbridge | SR 97 près de Hopeful | —        | |
| SR 313       | 22,30         | 35,90         | US 82 / SR 520 à Sylvester | SR 300 à Warwick | —        | |
| SR 314       | 10,80         | 17,40         | SR 85 à Fayetteville | SR 139 à College Park | —        | |
| SR 315       | 29,80         | 48,00         | SR 219 à Piney Grove | SR 208 à Olive Branch | —        | |
| SR 316       | 38,90         | 62,60         | I-85 / SR 403 près de Lawrenceville | US 29 / US 78 / SR 8 / SR 10 Loop / SR 422 à Athens | —        | |
| SR 317       | 7,30          | 11,70         | SR 120 près de Lawrenceville | US 23 / SR 13 à Suwanee | —        | Route créée à l'origine pour servir de terminus temporaire à l'I-85                                                        |
| SR 320       | 9,90          | 15,90         | SR 59 près de Carnesville | SR 106 à Mize | —        | |
| SR 323       | 14,10         | 22,70         | US 129 / SR 11 près de Gainesville | SR 51 près de Homer | —        | |
| SR 324       | 9,60          | 15,40         | SR 20 à Buford | US 29 Bus. / SR 8 à Auburn | —        | |
| SR 325       | 11,10         | 17,90         | US 76 / SR 2 / SR 515 près de Blairsville | US 19 / US 129 / SR 11 à Ivy Log | —        | |
| SR 327       | 9,80          | 15,80         | US 29 / SR 8 à Franklin Springs | SR 17 près de Bowersville | —        | |
| SR 328       | 9,80          | 15,80         | SR 17 à Avalon | SR 59 à Lavonia | 1963     | |
| SR 329       | 9,50          | 15,30         | SR 26 près de Montezuma | SR 230 près d'Unadilla | 1963     | |
| SR 330       | 6,10          | 9,80          | SR 82 près de Statham | US 129 / SR 15 Alt. à Attica | 1963     | |
| SR 331       | 3,30          | 5,30          | SR 85 près de Forest Park | SR 54 à Lake City | 1963     | |
| SR 332       | 24,00         | 38,60         | SR 53 à Hoschton | SR 13 à Oakwood | 1963     | |
| SR 333       | 29,20         | 47,00         | SR 53 à la frontière de la Floride | SR 133 près de Berlin | 1993     | |
| SR 334       | 12,40         | 20,00         | US 441 / SR 15 près d'Athens | US 441 Bus. / SR 98 à Commerce | 1963     | |
| SR 335       | 8,40          | 13,50         | SR 15 Alt. / SR 82 à Jefferson | US 441 / SR 15 à Nicholson | 1963     | |
| SR 337       | 22,70         | 36,50         | CR 99 à la frontière de l'Alabama | US 27 / SR 1 près de LaFayette | 1963     | |
| SR 338       | 22,30         | 35,90         | SR 117 à Cadwell | US 441 / SR 29 près de Dublin | 1963     | |
| SR 339       | 3,50          | 5,60          | SR 66 près de Young Harris | SR 17 / SR 515 près de Young Harris | 1963     | |
| SR 341       | 15,50         | 24,90         | SR 193 à Davis Crossroads | SR 193 à Chattanooga Valley | 1963     | |
| SR 347       | 12,30         | 19,80         | Lanier Islands Parkway près de Buford | SR 211 à Braselton | 1963     | |
| SR 348       | 14,00         | 22,53         | SR 75 Alt. près de Helen | SR 180 à Choestoe | 1966     | La longueur totale de la route fait partie de la Russell–Brasstown Scenic Byway.                                           |
| SR 352       | 9,80          | 15,80         | SR 41 près de Buena Vista | SR 355 près de Juniper | 1963     | |
| SR 354       | 6,90          | 11,10         | SR 116 à Pine Mountain Valley | SR 18 près de Pine Mountain | 1963     | |
| SR 355       | 19,90         | 32,00         | SR 26 près de Glen Alta | US 80 / SR 22 près de Juniper | 1963     | |
| SR 356       | 10,80         | 17,40         | SR 17 / SR 75 à Robertstown | SR 197 près de Batesville | 1966     | |
| SR 358       | 6,40          | 10,30         | SR 96 près de Jeffersonville | US 80 / SR 19 près de Danville | 1966     | |
| SR 360       | 15,50         | 24,90         | US 278 / SR 6 / SR 120 à Hiram | SR 5 / SR 120 à Marietta | 1966     | |
| SR 362       | 32,50         | 52,30         | US 27 Alt. / SR 41 près de Greenville | US 19 Bus. / US 41 Bus. / SR 155 à Griffin | 1966     | |
| SR 365       | 69,50         | 111,80        | I-85 / I-985 / SR 403 / SR 419 à Suwanee | US 123 à la frontière de la Caroline du Sud | 1969     | |
| SR 368       | 10,60         | 17,10         | SR 77 près d'Elberton | SC 184 à la frontière de la Caroline du Sud | 1970     | |
| SR 369       | 36,22         | 58,30         | SR 20 près de Canton | I-985 / US 23 / SR 365 / SR 419 à Gainesville | 1970     | |
| SR 370       | 12,60         | 20,30         | US 84 / SR 38 près de Jakin | SR 62 à Hilton | 1970     | |
| SR 372       | 27,13         | 43,66         | SR 140 à Alpharetta | I-575 / SR 5 / SR 5 / SR 515 près de Nelson | 1972     | |
| SR 374       | 7,90          | 12,70         | SR 253 près de Reynoldsville | SR 39 près de Donalsonville | 1972     | |
| SR 376       | 16,00         | 25,70         | SR 31 à Clyattville | SR 135 près de Statenville | 1972     | |
| SR 377       | 20,00         | 32,20         | SR 195 près de Leesburg | US 280 / SR 27 / SR 30 / SR 49 à Americus | 1974     | |
| SR 378       | 6,40          | 10,30         | US 23 / SR 13 à Norcross | US 29 / SR 8 à Lilburn | 1974     | |
| SR 380       | 5,80          | 9,30          | SR 83 près de Monticello | SR 16 près de Monticello | 1986     | |
| SR 382       | 11,60         | 18,70         | SR 136 près de Talking Rock | SR 5 / SR 515 près d'Ellijay | 1980     | |
| SR 383       | 7,40          | 11,90         | US 78 / US 278 / SR 10 à Augusta | SR 104 à Evans | 1987     | |
| SR 384       | 15,60         | 25,10         | US 23 / SR 365 à Baldwin | SR 75 près de Helen | 1988     | |
| SR 385       | 11,50         | 18,50         | US 23 / US 441 / SR 15 / SR 105 / SR 365 à Cornelia | US 23 / US 441 / SR 15 / SR 17 Alt. à Hollywood | 1992     | |
| SR 388       | 4,50          | 7,20          | SR 223 à Grovetown | SR 232 à Lewiston | 1991     | |
| SR 400       | 53,70         | 86,40         | I-85 / SR 403 à Atlanta | US 19 / SR 60 / SR 115 près de Dahlonega | 1971     | |
| SR 401       | 355,11        | 571,49        | I-75 / SR 93 à la frontière de la Floride | I-75 à la frontière du Tennessee à East Ridge, TN | 1963     | Désignation non-indiquée de l'I-75                                                                                         |
| SR 402       | 202,61        | 326,07        | I-20 à la frontière de l'Alabama | I-20 à la frontière de la Caroline du Sud | 1963     | Désignation non-indiquée de l'I-20                                                                                         |
| SR 403       | 179,90        | 289,50        | I-85 à la frontière de l'Alabama à Lanett, AL | I-85 à la frontière de la Caroline du Sud | 1960     | Désignation non-indiquée de l'I-85                                                                                         |
| SR 404       | 166,81        | 268,45        | I-16 / I-75 / SR 401 à Macon | I-16 / Montgomery Street à Savannah | 1966     | Désignation non-indiquée de l'I-16                                                                                         |
| SR 405       | 112,03        | 180,29        | I-95 / SR 9 à la frontière de la Floride | I-95 à la frontière de la Caroline du Sud | 1967     | Désignation non-indiquée de l'I-95                                                                                         |
| SR 406       | 19,50         | 31,40         | I-59 à la frontière de l'Alabama | I-24 / I-59 / SR 409 près de Wildwood | 1970     | Désignation non-indiquée de l'I-59                                                                                         |
| SR 407       | 63,98         | 102,97        | Ceinture autour d'Atlanta | Ceinture autour d'Atlanta | 1963     | Désignation non-indiquée de l'I-285                                                                                        |
| SR 408       | 15,83         | 25,48         | I-75 / I-475 / SR 401 près de Macon | I-75 / I-475 / SR 401 près de Bolingbroke | 1965     | Désignation non-indiquée de l'I-475                                                                                        |
| SR 409       | 4,13          | 6,65          | I-24 à la frontière du Tennessee | I-24 à la frontière du Tennessee à Chattanooga, TN | 1968     | Désignation non-indiquée de l'I-24                                                                                         |
| SR 410       | 6,80          | 10,90         | US 29 / US 78 / SR 8 / Stone Mountain Freeway aux limites entre Scottdale et North Decatur                                                                 | US 78 / SR 10 / Stone Mountain Freeway près de Stone Mountain | 1970     | Désignation de la Stone Mountain Freeway; en multiplex complet avec la US 78                                               |
| SR 411       | 49,30         | 79,34         | I-185 / Lindsey Creek Parkway à Fort Benning à Columbus | I-85 / I-185 / SR 403 près de LaGrange | 1979     | Désignation non-indiquée de l'I-185                                                                                        |
| SR 413       | 11,04         | 17,77         | I-75 / I-675 / SR 401 à Stockbridge | I-285 / I-675 / SR 407 près d'Atlanta | 1987     | Désignation non-indiquée de l'I-675                                                                                        |
| SR 415       | 15,62         | 25,14         | I-20 / I-520 / SR 232 / SR 402 à Augusta | I-520 à la frontière de la Caroline du Sud à Augusta | 1980     | Désignation non-indiquée de l'I-520                                                                                        |
| SR 417       | 30,97         | 49,84         | I-75 / I-575 / SR 5 / SR 401 près de Kennesaw | I-575 / SR 5 / SR 372 / SR 515 près de Nelson | 1980     | Désignation non-indiquée de l'I-575                                                                                        |
| SR 419       | 25,01         | 40,25         | I-85 / I-985 / SR 365 / SR 403 à Suwanee | I-985 / US 23 / SR 365 à Gainesville | 1985     | Désignation non-indiquée de l'I-985                                                                                        |
| SR 421       | 6,49          | 10,44         | I-516 / SR 21 à Garden City | I-516 / SR 21 à Savannah | 1985     | Désignation non-indiquée de l'I-516                                                                                        |
| SR 422       | 19,10         | 30,70         | Ceinture autour d'Athens | Ceinture autour d'Athens | 1988     | Désignation non-indiquée de la SR 10 Loop                                                                                  |
| SR 500       | 55,00         | 89,00         | I-75 / SR 401 près de Cartersville | I-85 / SR 20 / SR 403 près de Buford | proposée | |
| SR 515       | 76,20         | 122,60        | I-575 / SR 5 / SR 372 / SR 417 près de Nelson | SR 17 / SR 69 à la frontière de la Caroline du Nord | 1989     | Partie du Corridor A |
| SR 520       | 261,00        | 420,00        | US 280 / SR 38 à la frontière de l'Alabama | Beach View Drive à Jekyll Island | 1988     | Désignation de la South Georgia Parkway                                                                                    |
| SR 540       | 215,00        | 346,00        | US 80 / SR 8 / SR 22 à la frontière de l'Alabama | I-520 / US 1 / SR 4 / SR 415 à Augusta | 2018     | Désignation de la Fall Line Freeway (FLF-540)                                                                              |
| SR 555       | 156,00        | 251,00        | I-16 / US 25 / US 301 / SR 73 / SR 404 près de Statesboro                                                                                                  | US 1 / US 25 / US 78 / US 278 / SR 10 / SR 121 à Augusta | —        | Désignation de la section ouest de la Savannah River Parkway                                                               |
| SR 565       | 156,00        | 251,00        | Centre-ville de Savannah | US 1 / US 25 / US 78 / US 278 / SR 10 / SR 121 à Augusta | —        | Désignation de la section est de la Savannah River Parkway                                                                 |
| SR 920       | 17,20         | 27,70         | SR 54 près de Fayetteville | US 23 / SR 20 / SR 42 / SR 81 à McDonough | 1994     | Réalignement prévu de la SR 81                                                                                             |
| - Non-ouvert |               |               | | |          | |